# Urinvägscancer
Urinvägscancer är cancer som utgår från urinvägarna, det vill säga i urinblåsa, urinledare eller urinrör. Cancerformen är vanligare i västvärlden än söder om Egypten, i vilket land den är som vanligast. De flesta som drabbas är män, och i synnerhet äldre personer.
Urinvägscancer är vanligen av formen övergångsepitelcancer, skivepitelcancer, eller adenocarcinom, vilka samtliga är olika slags carcinom.
Symtom på urinvägscancer är blod i urinen (hematuri), polyuri, ryggsmärta, och nedre magsmärta.
Riskfaktorer är hög ålder, rökning, att utsättas för cancerframkallande ämnen, tidigare genomgången cancerbehandling, och att vara ärftligt predisponerad för cancer.
Snäckfeber (schistosomiasis, bilharzios) som är långt gången kan orsaka urinblåsecancer. Infektionssjukdomen snäckfeber förekommer framför allt i tropiska och subtropsiska länder, och urinblåsecancer är den vanligaste cancerformen i Egypten och vissa andra länder i Afrika samt vissa länder i Mellanöstern vilket har kopplats till snäckfeber.
Urinblåsan och urinvägarna måste undersökas med cystoskop och biopsi ska tas, dessutom bör datortomografi göras. 
Behandling är alltid  som första steg kirurgi med s.k. transuretral resektion av blåstumör (TURB), då man "hyvlar" bort tumören. Denna operation görs endoskopiskt, en sorts titthålskirurgi via urinröret. Beroende på hur invasivt (djupt) tumören växer i urinblåseväggen kan man behöva komplettera med ytterligare kirurgi, cellgifter och i vissa fall strålbehandling. 